# Kanton Guebwiller
Guebwiller is een kanton van het Franse departement Haut-Rhin. Het kanton maakt deel uit van het arrondissement Thann-Guebwiller.

## Gemeenten
Het kanton Guebwiller omvatte tot 2014 de volgende 11 gemeenten:
- Bergholtz
- Bergholtzzell
- Buhl
- Guebwiller (hoofdplaats)
- Lautenbach
- Lautenbachzell
- Linthal
- Murbach
- Orschwihr
- Rimbach-près-Guebwiller
- Rimbachzell

Bij de herindeling van de kantons door het decreet van 21 februari 2014, met uitwerking op 22 maart 2015, werden de volgende gemeenten uit het opgeheven kanton Soultz-Haut-Rhin eraan toegevoegd:
- Hartmannswiller
- Issenheim
- Jungholtz
- Merxheim
- Raedersheim
- Soultz-Haut-Rhin
- Wuenheim